# Graugans

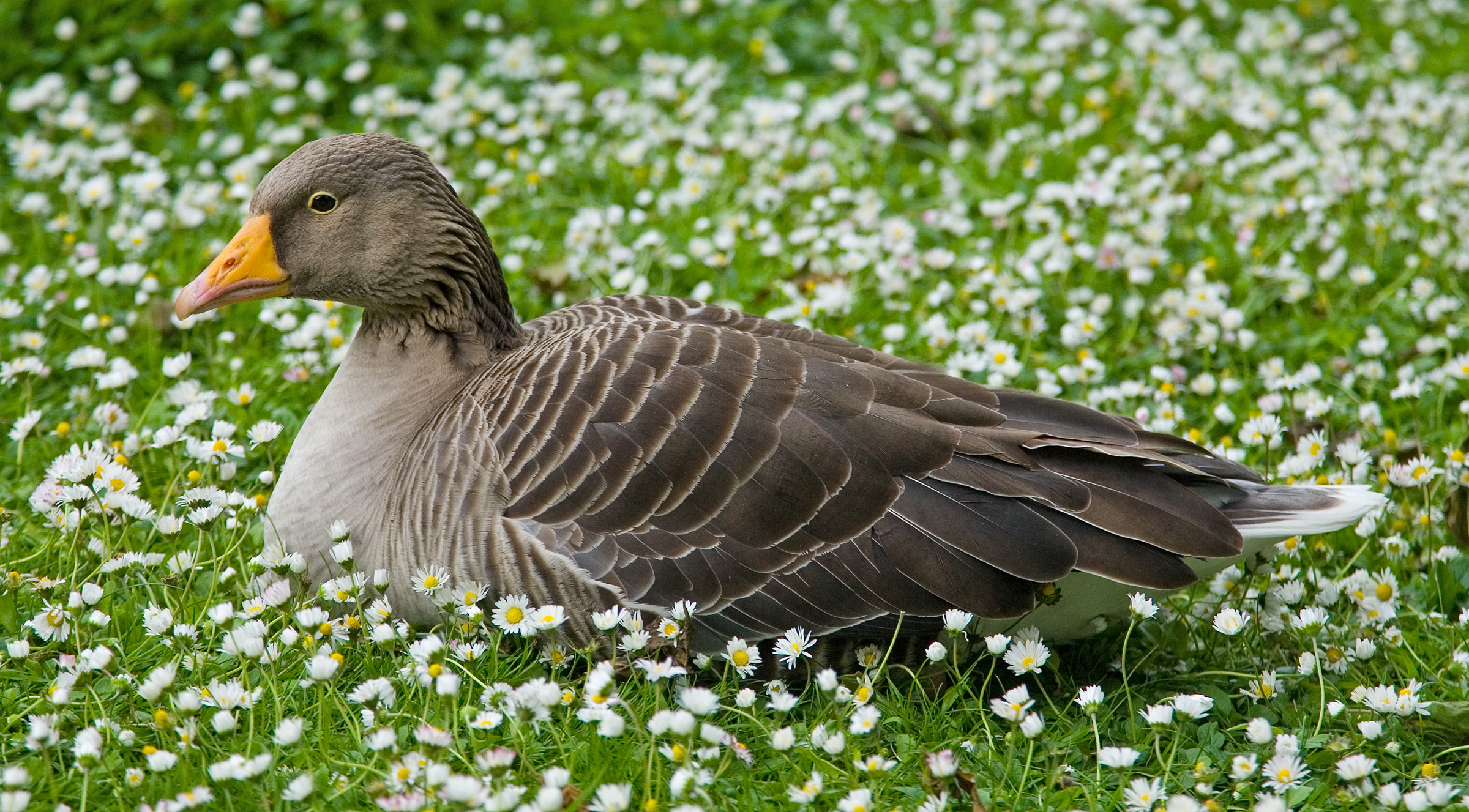
Graugans auf einer Wiese mit Gänseblümchen

Die Graugans (Anser anser, früher auch Anas anser L.) ist eine Art der Gattung Feldgänse (Anser) in der Familie der Entenvögel (Anatidae). Graugänse zählen zu den häufigsten Wasservögeln und sind, nach der Kanadagans, die zweitgrößte Gänseart in Europa. Sie sind die wilden Vorfahren der domestizierten Hausgänse. Mitteleuropa gilt als die Region, in der diese Gans domestiziert wurde. Auf die verwandten Schwanengänse (Anser cygnoides) gehen die domestizierten asiatischen Höckergänse zurück.
Die Graugans wurde von Carl von Linné 1758 in seinem Werk Systema naturae beschrieben.

## Aussehen und Ruf
Die Graugans ist heller als die anderen grauen Gänse. Der Hals wirkt relativ dick und durch die streifige Anordnung der Federn leicht längsgestreift. Die Vorderflügel sind auffällig hell und der Bauch hat mehr oder minder stark ausgeprägte schwarze Flecken. Der Schnabel ist relativ groß und klobig. Die Graugans erreicht eine Länge von 75 bis 90 cm, eine Flügelspannweite von 147 bis 180 cm und ein Gewicht von 2 bis 4 kg. Ganter sind dabei schwerer als Weibchen und wiegen in der Regel zwischen 3 und 4 kg. Die leichteren Weibchen dagegen kommen auf 2 bis 3,5 kg.
Frisch geschlüpfte Gänseküken sind an der Oberseite olivbraun. Dies ändert sich später zu einem graubraunen Farbton. Die Bauchseite ist von einem dunklen Rahmweiß. Der Kopf, der Hals und die Körperseiten sind grünlich gelb. Das Jugendkleid ist verglichen mit adulten Vögeln etwas brauner. Der Bauch ist noch ohne schwarze Fleckungen. Der Schnabel ist zunächst grau und färbt später gelblich um. Die Füße sind olivgrau. Im ersten Jahreskleid gleichen die Jungvögel weitgehend den Altvögeln. Sie haben nur wenige oder gar keine schwarzen Bauchfedern.
Graugänse können bis zu 17 Jahre alt werden. Bekanntester Laut ist das auch von Hausgänsen bekannte „ga-ga-ga“, jedoch verfügt die sehr rufaktive Graugans über mehr als ein Dutzend verschiedener Lautäußerungen. Dabei gibt es individuelle Unterschiede. Einige Graugänse rufen immer in einer sehr hohen Kopfstimme, während andere eher geräuschhaft knarrende Laute von sich geben. Sie haben jedoch auch laut trompetende Rufe im Repertoire. Gelegentlich kommt es zu einem duettartigen Rufen zwischen zwei Individuen, wobei die Gänse dabei jeweils im Wechsel rufen.

## Verbreitung

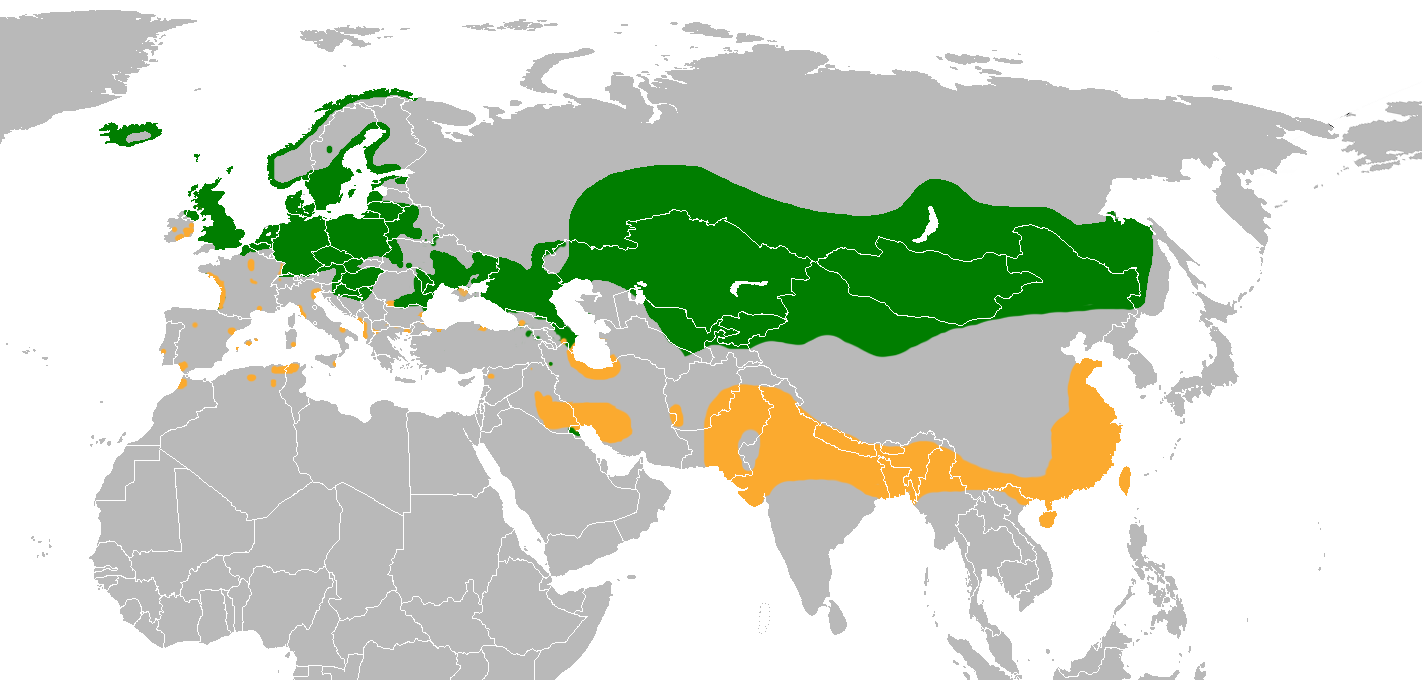
Grün: Brutgebiete, gelb: Überwinterungsgebiete

Die Graugans ist ein Brutvogel Nord- und Osteuropas sowie Asiens.
Während des Zuges ist die Graugans in ganz Europa anzutreffen. Sie brütet in Großbritannien, ganz Fennoskandinavien außer den weit von der Küste entfernten Gebieten sowie in ganz Kontinentaleuropa nordöstlich einer Linie von Dünkirchen bis Patras in Griechenland mit Schwerpunkt in den Niederlanden, Norddeutschland, der Südküste der Ostsee sowie in einem Gebiet zwischen Österreich, Ungarn und Tschechien.
Die Überwinterungsgebiete der Graugans sind an der Westküste der iberischen Halbinsel, an den Nordküsten von Algerien und Tunesien und die Küsten der Adria. Große Populationen mit mehreren zehntausend Gänsen rasten regelmäßig im Nationalpark Neusiedlersee-Seewinkel auf den brachliegenden Wiesen.

## Lebensweise

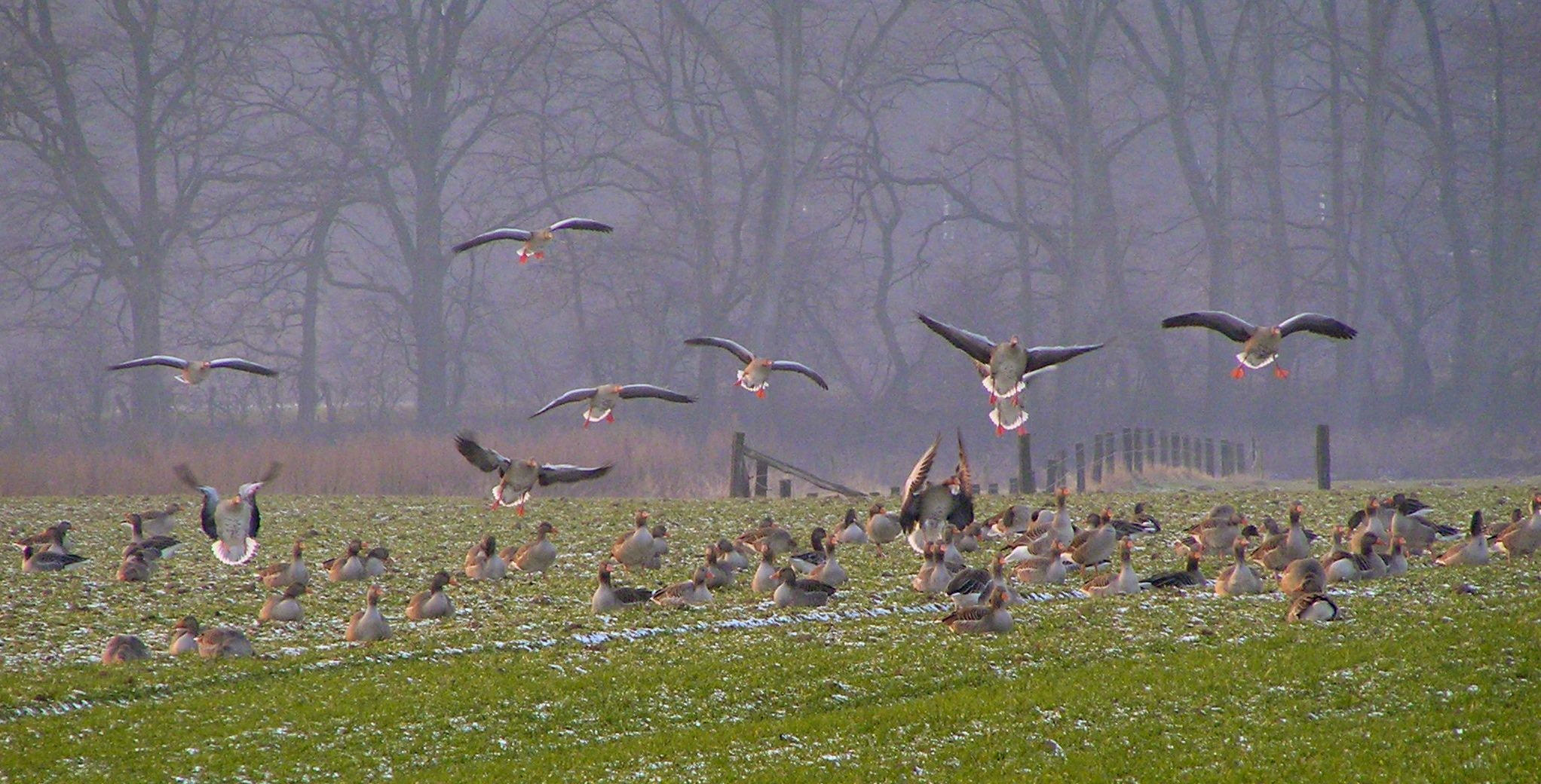
Graugans-Trupp an der Lippe

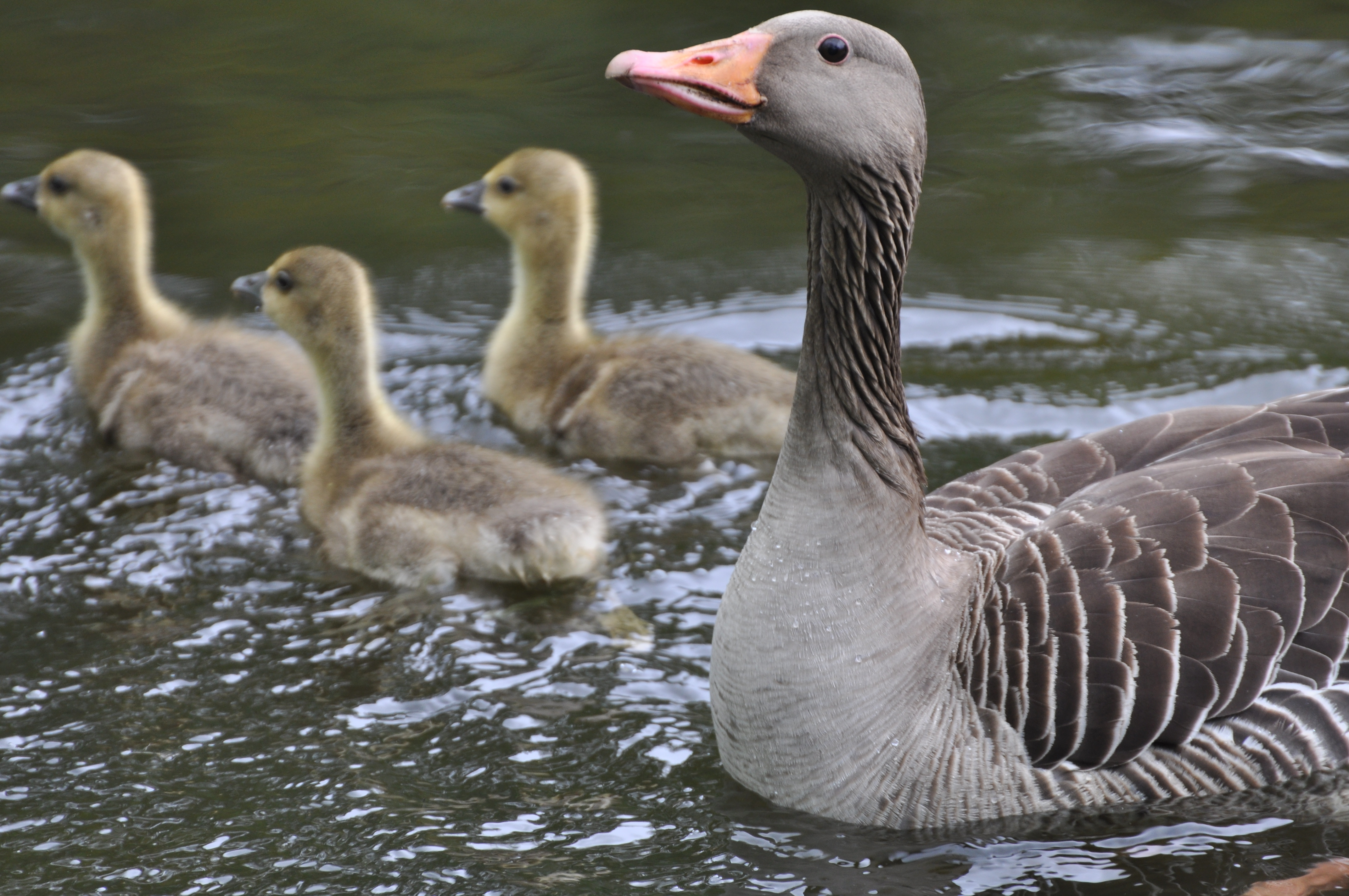
Altvogel positioniert sich schützend vor den Dunenjungen.

Graugänse sind sowohl tag- als auch nachtaktiv. Wenn sie häufig gestört werden, verlagern sie ihre Nahrungssuche in die Nacht. Bevorzugter Brutplatz der Graugänse sind Seen mit breiten Riedgürteln und angrenzenden Wiesen, die sie zur Äsung nutzen. Äsungsplätze können aber auch weit entfernt liegen. Brütende Graugänse finden sich auch in Mooren, auf bewaldeten Inseln und in Flussauen.
Die Graugans ist ein Zugvogel, der für gewöhnlich im Winter nach Süden zieht. In den letzten Jahrzehnten ist eine Tendenz zu beobachten, dass Graugänse immer weiter im Norden überwintern, besonders in den Niederlanden oder überhaupt in den nicht zu weit nördlich gelegenen Brutgebieten, und dadurch zu Standvögeln werden.
Begünstigt wird das durch eine intensivierte Landwirtschaft, die auch im Winter genügend Nahrung auf abgeernteten oder neu eingesäten Feldern bietet, dem geringeren Jagddruck als in Südeuropa sowie eventuell dem Klimawandel. Bis vor wenigen Jahrzehnten überwinterten noch fast alle Graugänse in den Marismas des Guadalquivirs und in Tunesien um den Ischkeul-See sowie in Westalgerien. Wenn sie auf dem Zug sind, bilden sie eine charakteristische V-Formation, die in sich stetig in Bewegung ist, weil einzelne Gänse ihre Plätze wechseln.

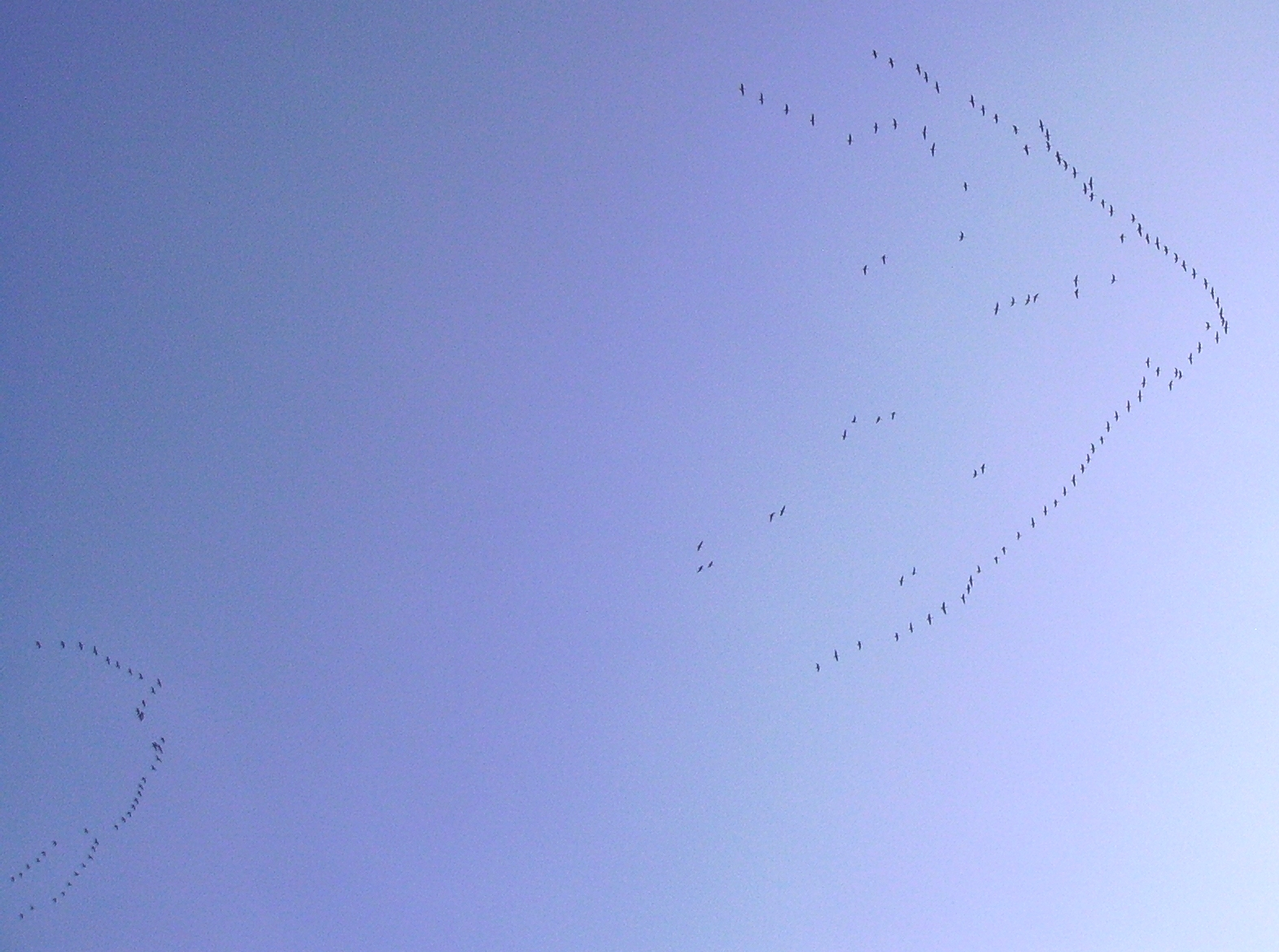
Flug in das Winterquartier

Die Wanderungsrouten der Graugans sind nicht genetisch fixiert, sondern werden in den verschiedenen Teilpopulationen tradiert. Neben dem Zug in die Überwinterungsquartiere gibt es einen sogenannten Mauserzug, der nicht brütende Tiere zu bestimmten Mauserplätzen führt.
Seit den sechziger Jahren haben sich die Oostvaardersplassen zum wichtigsten Mauserplatz Europas entwickelt. Abgesehen von Paarungs- und Brutzeit leben Graugänse in großen Schwärmen. Graugänse verpaaren sich bereits im Herbst des zweiten Kalenderjahres, brüten aber selten vor Erreichen des vierten Kalenderjahres.
Graugänse haben ein auch für andere Wasservögel typisches reiches Repertoire an Komfortverhalten. Dazu zählen Untertauchen und auch eine Art Purzelbaum, bei der der Vogel vorwärts unter sich selbst abtaucht und beim Auftauchen eine halbe Drehung um die Längsachse vollführt, so dass er entgegen seiner Ausgangsrichtung wieder zum Schwimmen kommt.

## Fortpflanzung

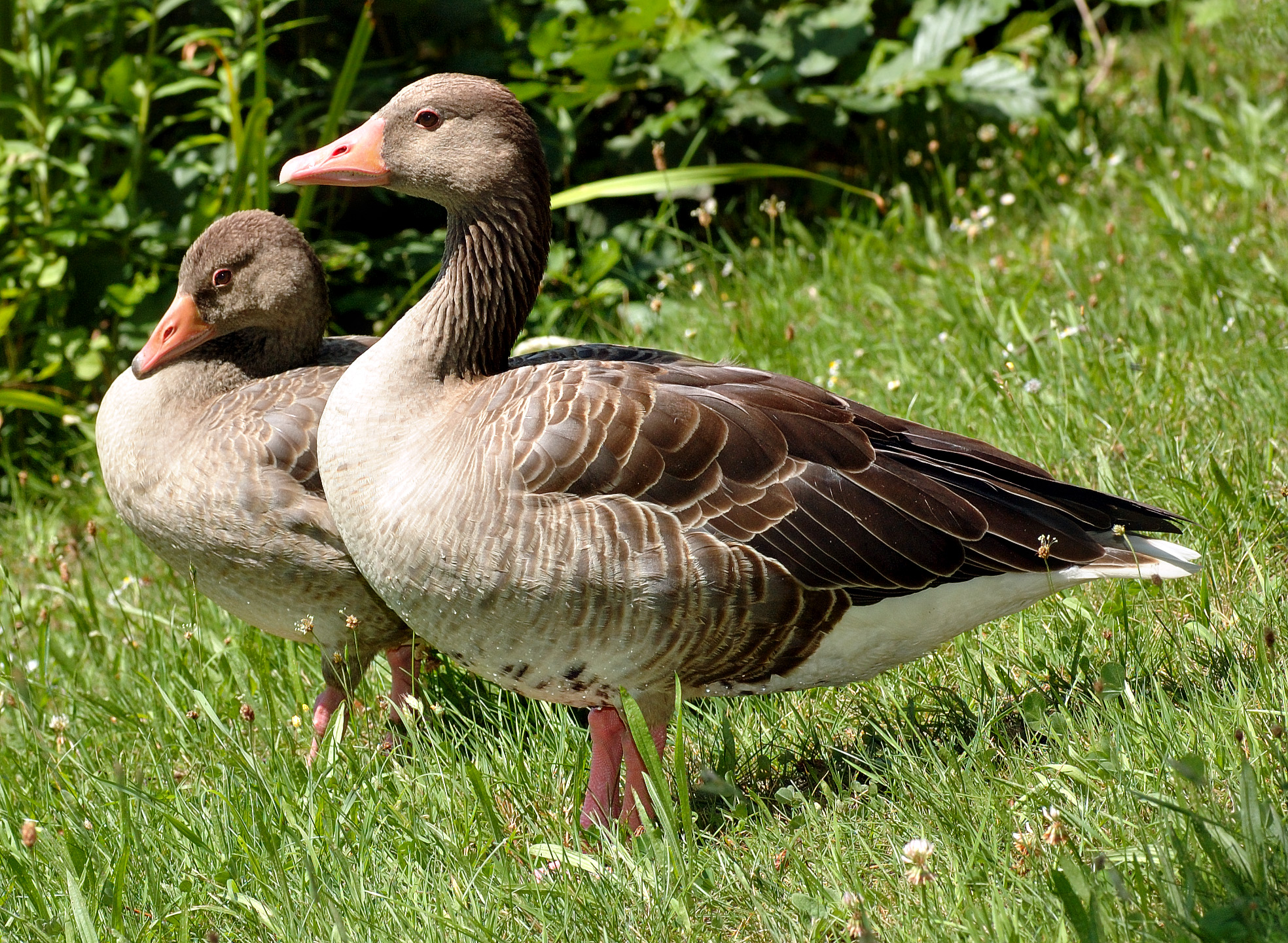
Graugans-Paar

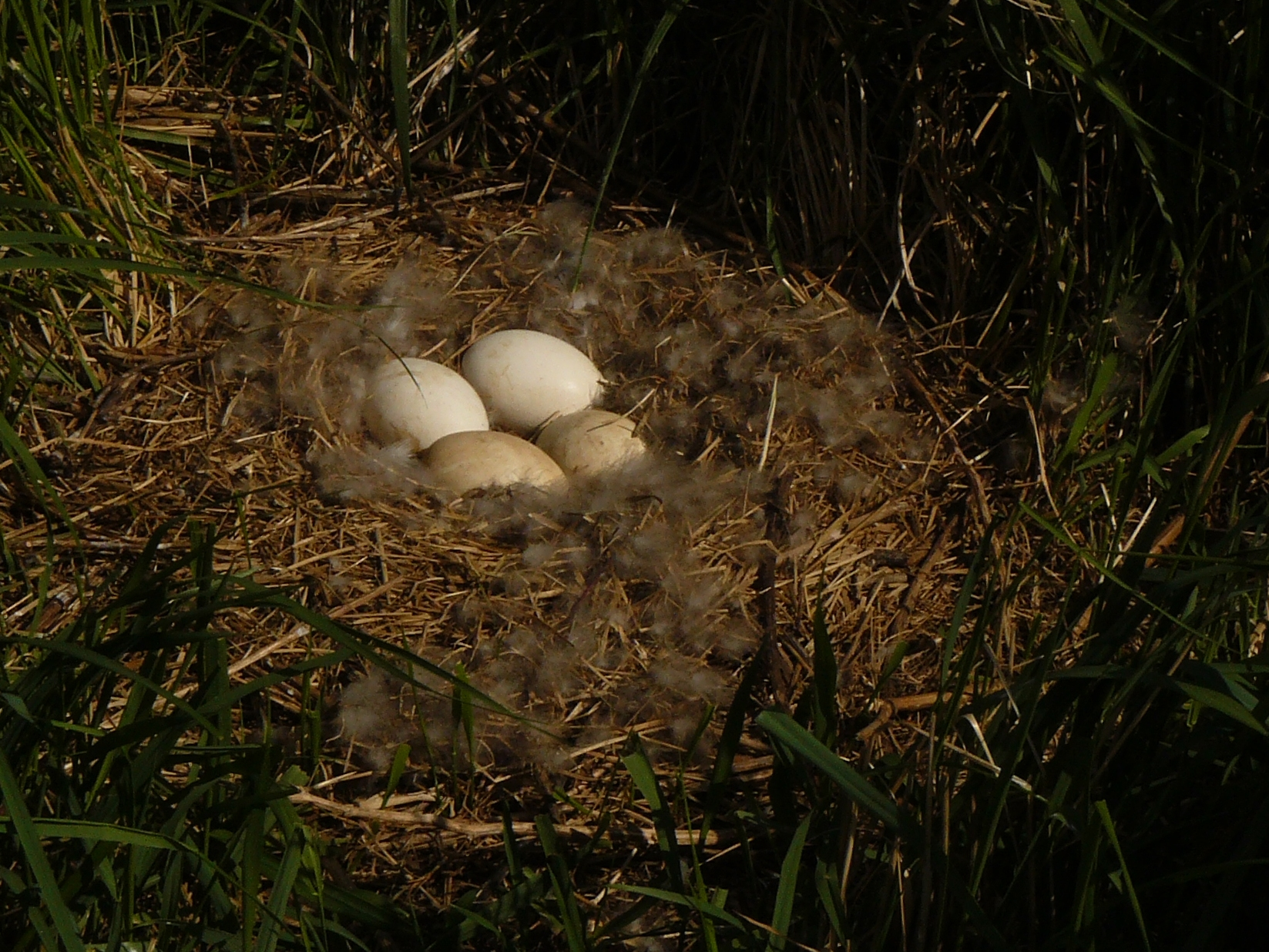
Gelege der Graugans

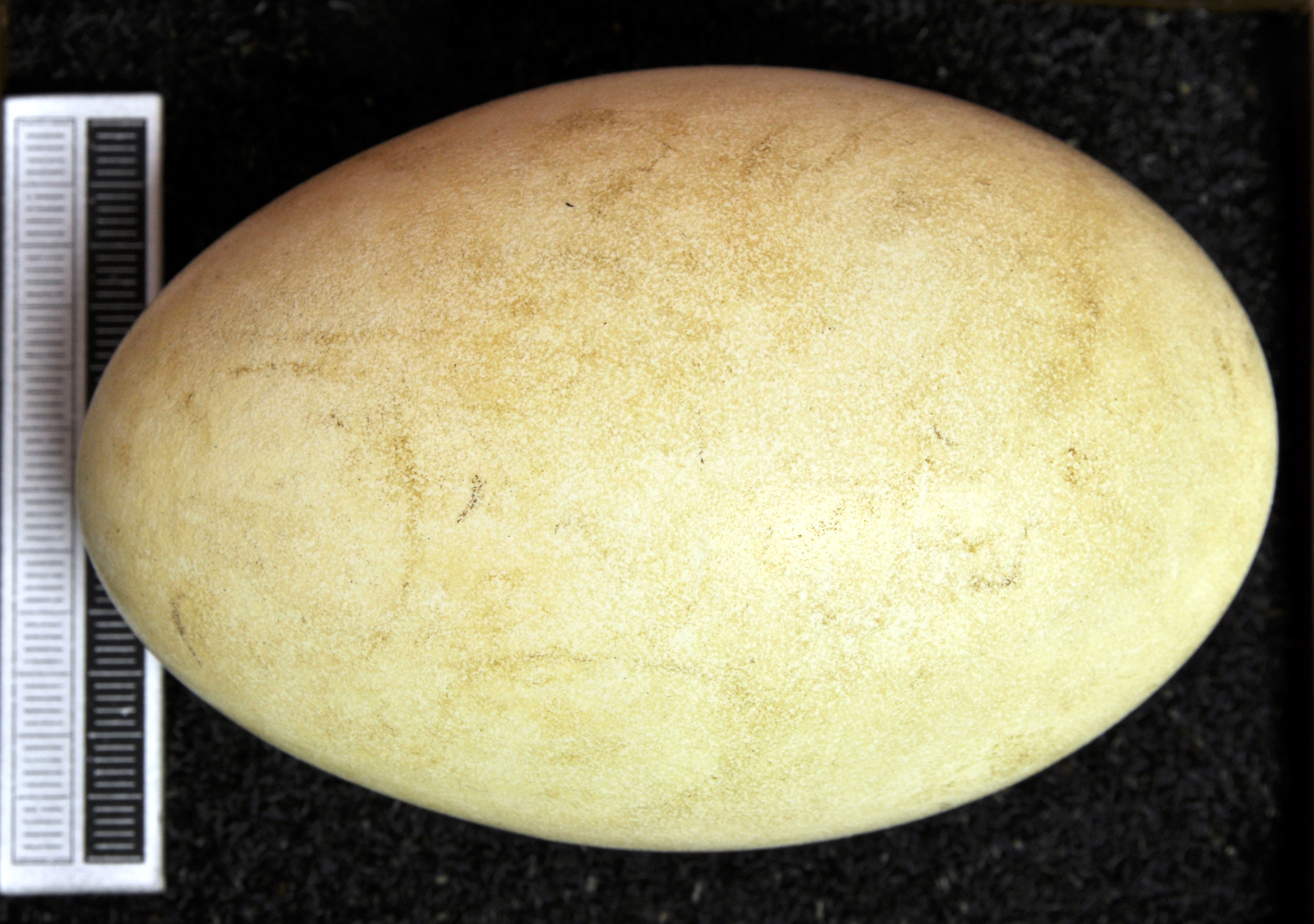
Ei, Sammlung Museum Wiesbaden

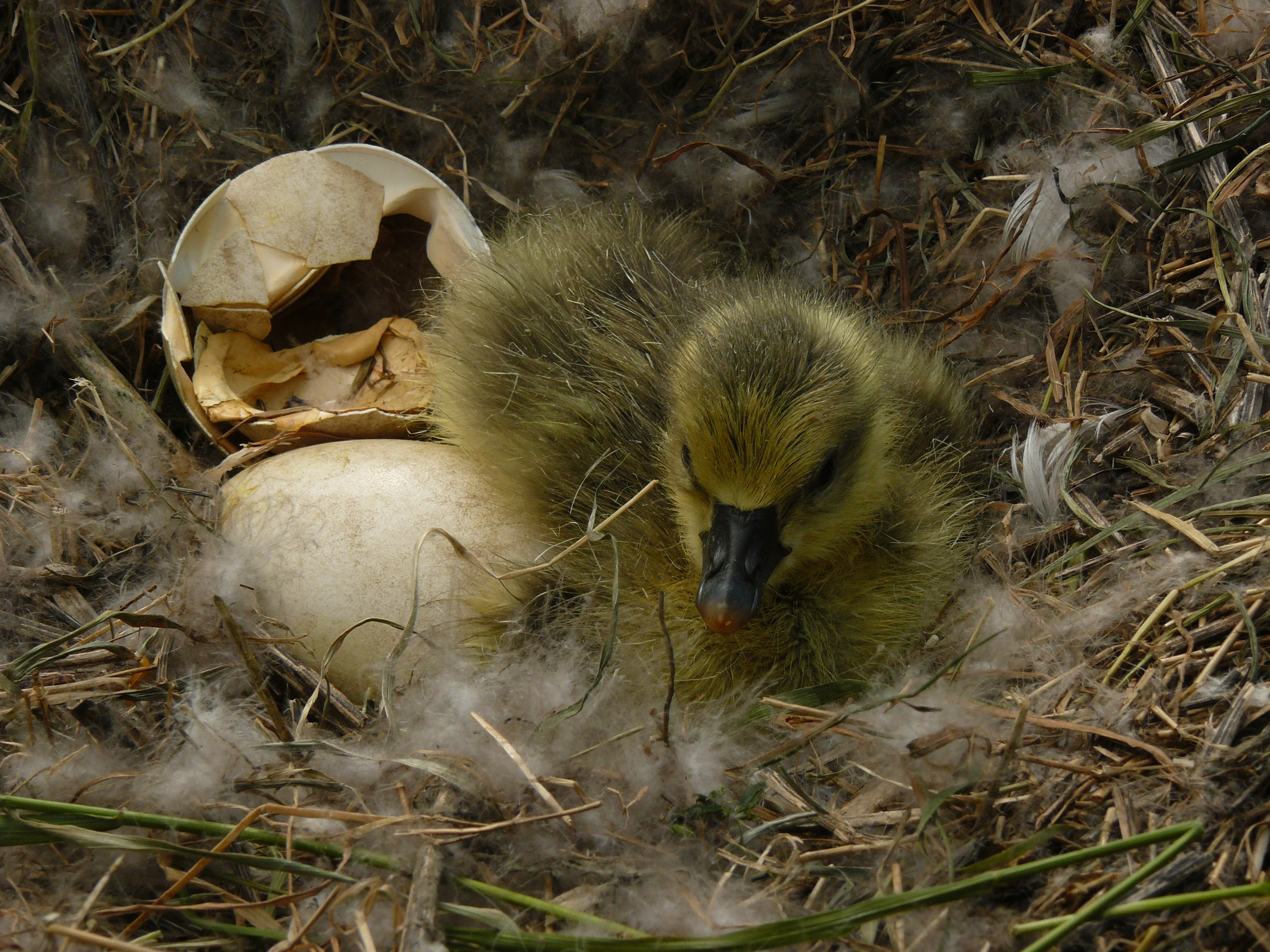
Graugansgelege mit frisch geschlüpftem Gössel

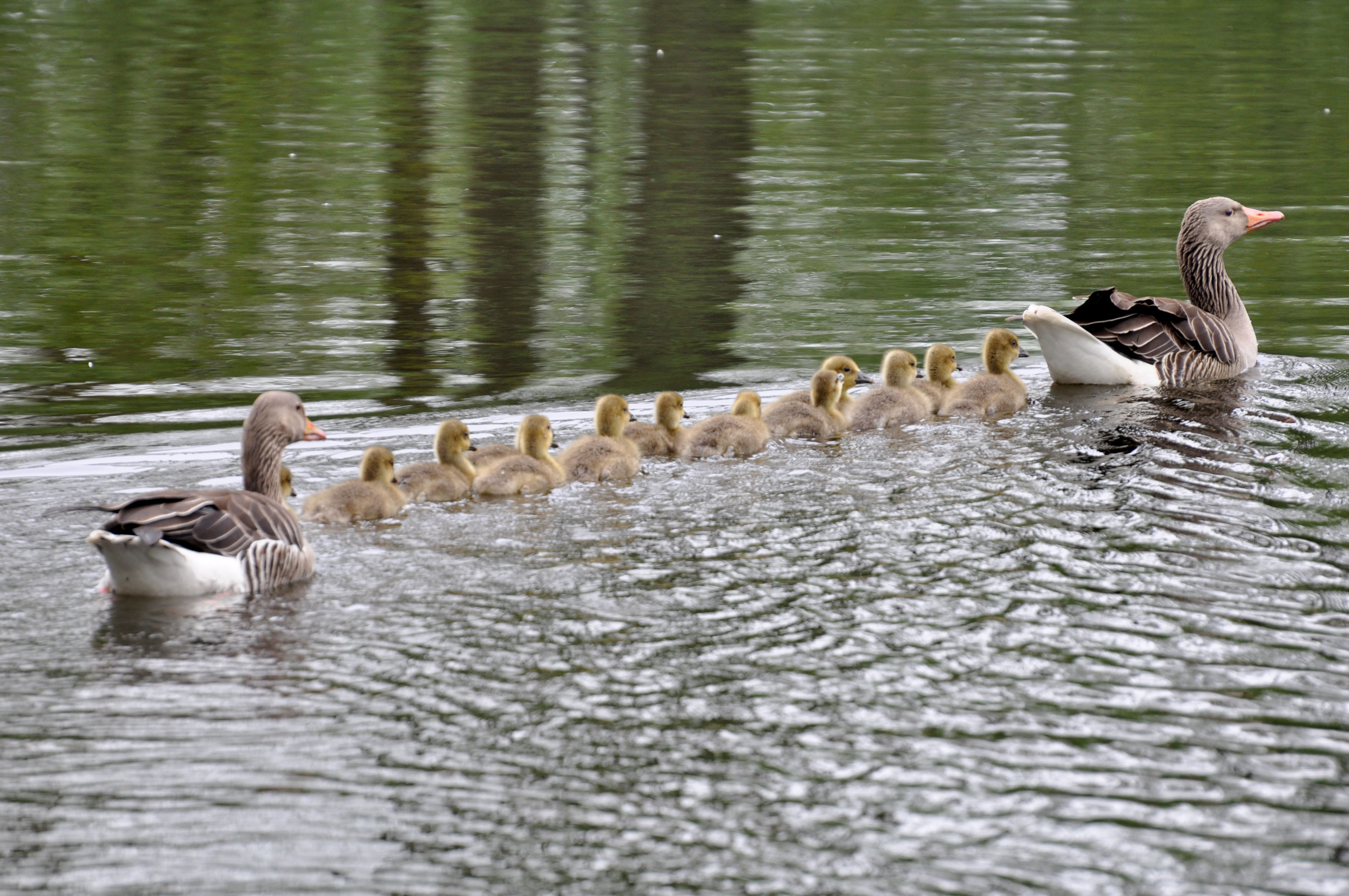
„Kindergarten“ mehrerer Graugansfamilien

Für gewöhnlich zeigen Graugänse eine große Partnertreue, verpaaren sich jedoch bei Verlust des Partners neu. Die Brut beginnt je nach Standort Mitte März bis Ende April. Der Niststandort befindet sich bevorzugt auf Inseln in Süßwassergewässern, in Sumpf- und Marschland, am Ufer von Seen oder langsam fließenden Flüssen. Sie brüten in einem sehr lockeren Kolonienverbund, bei dem zwischen den einzelnen Nestern ein größerer Abstand besteht.
Zum Brüten bauen sie flache Nestmulden. Nur in sehr feuchten Brutgebieten ist das Nest eine Anhäufung von Sumpfpflanzen. Die eigentliche Nistmulde wird nur mit einer sehr dünnen Schicht an Daunen ausgelegt. Diese Daunen sind klein, grau und in der Mitte etwas heller. Im Süden und Südosten ihres Verbreitungsgebietes beginnt die Brutperiode in der Regel gegen Ende März. In nördlicheren Verbreitungsgebieten fangen Graugänse erst im späten April mit der Eiablage an. Graugänse haben nur ein Gelege pro Jahr. Wird es zerstört, kommt es zu keinem Nachgelege.
Das Gelege besteht bei wilden Graugänsen gewöhnlich aus vier bis sechs, gelegentlich aus bis zu 12 Eiern. Sie haben eine weiße oder gelbliche Schale und eine fast ovale Form. Die Eiablage erfolgt gewöhnlich mit einem Legeabstand von etwas mehr als 24 Stunden. Es brütet allein das Weibchen. Die Bebrütung beginnt mit der Ablage des letzten Eies. Das Männchen hält sich während der Brutzeit in der Nähe des Nestes auf. Nach etwa 27 bis 29 Tagen schlüpfen die Jungen, deren Aufzucht etwa 50 bis 60 Tage dauert. Die Schwingenmauser der Elterntiere liegt so, dass sie etwas später als die Jungtiere wieder flugfähig werden. Als Nestflüchter haben es die Jungtiere dadurch leichter, Flugmanöver zu lernen.
Meist bleiben die Jungtiere bis zur nächsten Brut mit den Elterntieren zusammen und sind auch später oft bei diesen anzutreffen. Graugänse erkennen einander hauptsächlich am Ruf. Auf großen Rastplätzen herrscht oft die ganze Nacht ein reges Rufen und Treiben, das dem Wiederfinden von Familienmitgliedern dient.
Es kann unter männlichen Graugänsen zu homosexuellen Beziehungen kommen. Ein Weibchen kann in eine solche gleichgeschlechtliche Partnerschaft einbezogen werden; beide Männchen begatten das Weibchen, ein Männchen ist jedoch stets dominant. Während der Aufzucht der Jungen bleibt das Trio zusammen. Danach trennt sich das Weibchen von der Gruppe, während das männliche Paar zusammen bleibt.

## Ernährung
Ihre Nahrung suchen Graugänse hauptsächlich weidend an Land. Mitunter finden sie ihre Nahrung auch schwimmend, gründeln aber nur sehr selten.
Graugänse leben von Pflanzen, sowohl Land- wie auch Wasserpflanzen, dabei hauptsächlich von kurzen Gräsern und Kräutern sowie in geringerem Umfang von Stauden und Wurzeln. Sie sind in der Lage, mit ihrem Schnabel unterirdische Pflanzenteile auszugraben. Im Herbst suchen Graugänse bevorzugt Maisstoppelfelder auf, auf denen sie energiereiche Körnernahrung finden. Sie äsen jedoch auch auf Feldern mit Raps und Wintergetreide. Im Frühjahr nutzen sie vor allem Grünland und Flächen mit Wintergetreide zur Nahrungsaufnahme. Im Juli und August sind Graugänse häufig auf Getreidestoppelfeldern zu beobachten.
Für die Ernährung ist es wichtig, dass die Flächen, auf denen Graugänse Nahrung suchen, niedrig bewachsen sind, um so ihr Sicherheitsbedürfnis zu erfüllen, aber auch weil sie sich nur von kurzem Gras und Kräutern ernähren können. Dafür sind natürliche Weidesysteme mit großen Pflanzenfressern (Megaherbivoren) ideal.

## Bestandsentwicklung

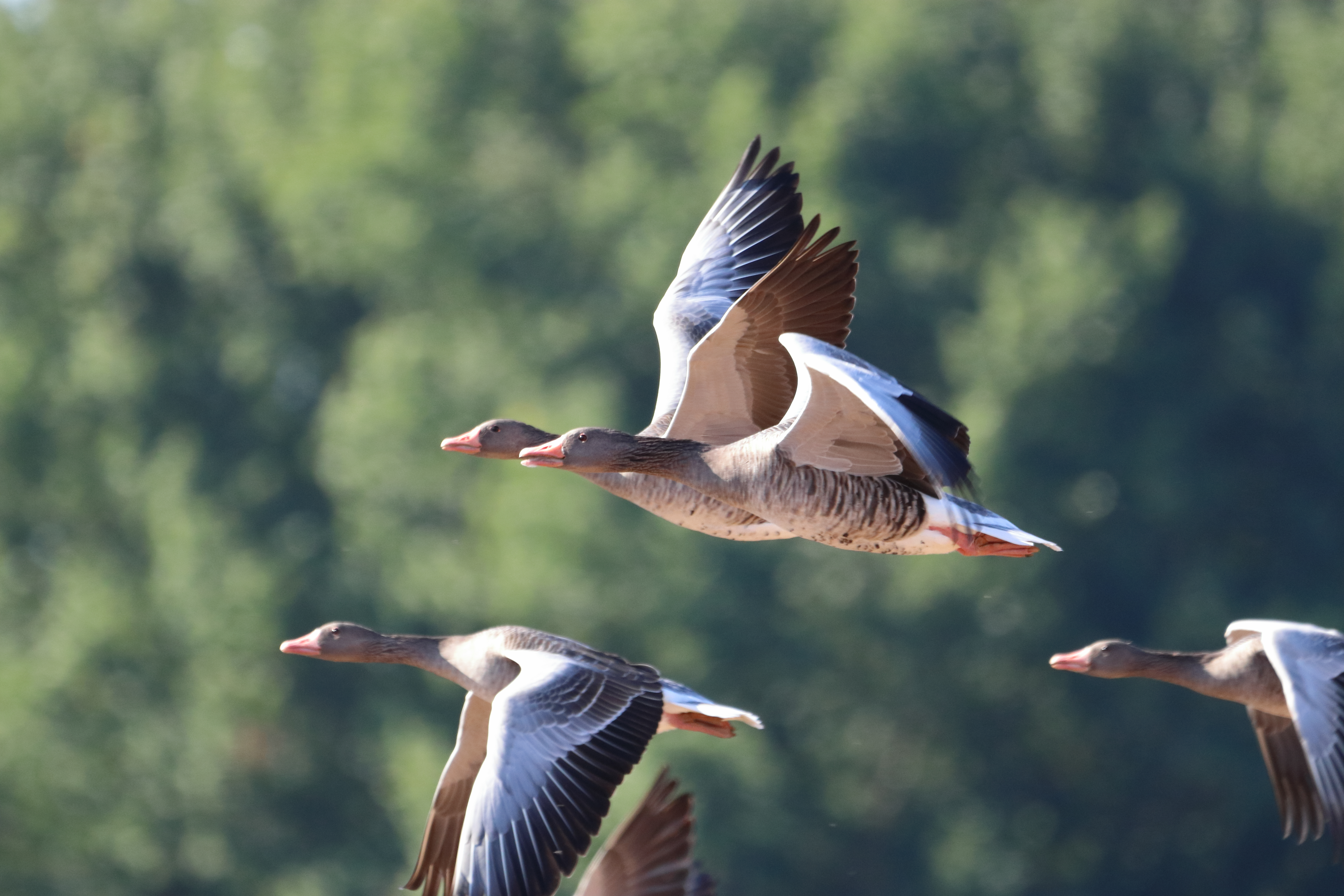
Graugänse im Flug

Von einem Tiefpunkt Anfang der 1970er Jahre, als die europäische Gesamtpopulation etwa 20.000 Tiere umfasste, hat sich der Bestand über etwa 170.000 Tiere Mitte der achtziger Jahre auf wohl über 250.000 Tiere im Jahr 2003 erhöht.
Dabei kam es nicht nur zu einer dichteren Besiedelung traditioneller Brutgebiete, sondern auch zu einer deutlichen Ausweitung des Brutareals vor allem in Deutschland und in den Niederlanden.

## Sonstiges
- Der Nobelpreisträger Konrad Lorenz hat 1988 in seinem Buch Hier bin ich – wo bist du?, wie er in dessen Vorwort anmerkt, „die vollständigste Bearbeitung der Ethologie eines höheren Tieres“ verfasst, das heißt: alle bekannten Verhaltensweisen der Graugänse genau beschrieben. Zuvor hatte er bereits wiederholt seiner 1935 von Hand aufgezogenen Graugans Martina zu literarischem Ruhm verholfen. Auch heute noch wird das Verhalten von Graugänsen an der Konrad Lorenz Forschungsstelle erforscht.
- Auf der Grundlage einer Legende (Vita rhythmica s. Liudgeri)[9] wurde die Graugans seit dem 17. Jahrhundert das Attribut des heiligen Liudger.
- Der Asteroid (8435) Anser ist nach ihr benannt.